# Johan Sjöberg (fotbollsspelare)
Johan Sjöberg, född 14 november 1980 i Borås, är en svensk fotbollsspelare som avslutade sin karriär i IF Elfsborg.

## Meriter
- Vinnare av Svenska Cupen: 2003
- Vinnare av Allsvenskan: 2006